# Preiskovalna komisija za ugotovitev politične odgovornosti ministra za visoko šolstvo, znanost in tehnologijo Gregorja Golobiča zaradi suma klientelizma in koruptivnega ravnanja
Preiskovalna komisija za ugotovitev politične odgovornosti ministra za visoko šolstvo, znanost in tehnologijo Gregorja Golobiča zaradi suma klientelizma in koruptivnega ravnanja je bilo delovno telo 5. sklica Državnega zbora Republike Slovenije.
Preiskovalna komisija je ugotavljala politično odgovornost zaradi suma klientelizma in koruptivnega ravnanja ministra za visoko šolstvo, znanost in tehnologijo Gregorja Golobiča pri pridobitvi znatnih javnih nepovratnih sredstev in poslov na javnih naročilih za gospodarske družbe v skupini Ultra (projekt mestne kartice Urbana, sistem za sledenje in nadzor avtobusov javnega podjetja Ljubljanski potniški promet d.o.o., fiktivni posel varovanja gospodarske družbe Mercator d.,d., elektronizacija študentske prehrane, ki naj bi jo izvajala gospodarska družba Margento R&D d.,o.o. itd), v katerih je Gregor Golobič solastnik ter pri prenosu področja elektronskih komunikacij iz Ministrstva za gospodarstvo na Ministrstvo za visoko šolstvo, znanost in tehnologijo, za ugotovitev politične odgovornosti zaradi suma, da je minister za visoko šolstvo, znanost in tehnologijo Gregor Golobič utajil davke, neupravičeno pridobil status kmeta za nakup kmetijskih zemljišč ter pristojnim organom nepopolno prikazal svoje premoženjsko stanje ter njegov izvor, za ugotovitev politične odgovornosti ministra za visoko šolstvo, znanost in tehnologijo Gregorja Golobiča zaradi suma izogibanja plačevanja davkov Republiki Sloveniji, ob svojem aktivnem sodelovanju pri zviševanju davčnih bremen državljanom Republike Slovenije in za ugotovitev politične odgovornosti zaradi suma klientelizma in koruptivnega ravnanja ministra za visoko šolstvo, znanost in tehnologijo Gregorja Golobiča za pridobitev slabo zavarovanih posojil, ki so bila odobrena s strani banke NLB d.d., ki je v večinski državni lasti, za gospodarske družbe v skupini Ultra

## Vsebina komisije
Namen parlamentarne preiskave je ugotoviti politično odgovornosti in razjasniti dejansko premoženjsko stanje ministra za visoko šolstvo, znanost in tehnologijo Gregorja Golobiča, predvsem pa izvor tega premoženja zaradi obstoja suma, da Gregor Golobič Komisiji za preprečevanje korupcije ni prijavil vsega premoženja, saj naj bi bil poleg navidezne gospodarske družbe oziroma poštnega predala družbe Ultra Sum iz Amsterdama (preko katere je solastnik gospodarskih družb v skupini Ultra) (so)lastnik še dveh dodatnih poštnih predalov na Nizozemskem, poštnega predala v davčni oazi Singapur in drugega stvarnega ter finančnega premoženja; ugotoviti politično odgovornost in razjasniti, ali je minister za visoko šolstvo, znanost in tehnologijo Gregor Golobič ravnal klientelistično in koruptivno, ko so gospodarske družbe iz skupine Ultra pridobile zelo visoke zneske nepovratnih državnih pomoči od Ministrstva za gospodarstvo in celo od Ministrstva za šolstvo, ter, da se je preneslo področje elektronskih komunikacij (področje poslovnega interesa oz. delovanja gospodarskih družb iz skupine Ultra) iz Ministrstva za gospodarstvo na Ministrstvo za visoko šolstvo, znanost in tehnologijo, ki ga vodi Gregor Golobič; ugotoviti politično odgovornost ter razjasniti, ali je minister za visoko šolstvo, znanost in tehnologijo Gregor Golobič ravnal klientelistično ter koruptivno pri pridobitvi poslov gospodarskih družb v skupini Ultra z državnimi in javnimi podjetji ter z lokalnimi skupnostmi in z državo (projekt mestne kartice Urbana, sistem za sledenje in nadzor avtobusov javnega podjetja Ljubljanski potniški promet d.o.o., fiktivni posel varovanja gospodarske družbe Mercator d.d., elektronizacija študentske prehrane, ki naj bi jo izvedla gospodarska družba Margento R&D d.o.o. itd); ugotoviti politično odgovornost ter razjasniti ali se je minister za visoko šolstvo, znanost in tehnologijo Gregor Golobič z domnevno ustanovitvijo tujih navideznih gospodarskih družb oziroma poštnih nabiralnikov v tujini in transakcijami med njimi in gospodarskimi družbami skupine Ultra oziroma skupine Hram Holding v Sloveniji, izognil plačevanju davkov Republiki Sloveniji; ugotoviti politično odgovornost ter razjasniti, na kakšen način je minister za visoko šolstvo, znanost in tehnologijo Gregor Golobič prišel do deleža v gospodarskih družbah skupine Ultra (ali kot darilo ali kot nakup ali na kakšen drug način), in ali ni pri tem prišlo do utaje davkov. Razjasniti je treba njegovo politično odgovornost tudi pri tem, da kot nosilec javne funkcije sodeluje pri zviševanju davčnih bremen svojim državljanom, sam pa naj bi se z ustanavljanjem navideznih gospodarskih družb oziroma poštnih nabiralnikov v tujini in podobnimi mahinacijami, plačevanju davkov Republiki Sloveniji izogibal. Zaradi ugotovitve politične odgovornosti razjasniti tudi, kako in na kakšen način je minister za visoko šolstvo, znanost in tehnologijo Gregor Golobič pridobil status kmeta, da je leta 1999 lahko kupil kmetijsko posest, katere nakup je takrat veljavni Zakon o kmetijskih zemljiščih dovoljeval le kmetom;ugotoviti politično odgovornost ter razjasniti, ali je minister za visoko šolstvo, znanost in tehnologijo Gregor Golobič izkoristil svoj politični položaj oziroma ravnal koruptivno, ko so bila gospodarskim družbam v skupini Ultra, katerih solastnik je, dodeljena nezavarovana oziroma neustrezno zavarovana posojila, ki jih je odobrila NLB d.d., ki je banka v večinski državni lasti.
Preiskava naj zajema sum klientelizma, koruptivnega ravnanja, prikrivanja dejanskega premoženjskega stanja in izvora tega premoženja, pridobivanja protipravne premoženjske koristi in drugih ugodnosti ter izogibanja davkom (tudi nezakonitega), ministra za visoko šolstvo, znanost in tehnologijo ter predsednika politične stranke Zares Gregorja Golobiča. Preiskava naj zajame tudi sum klientelizma in koruptivnega ravnanja Gregorja Golobiča za pridobitev slabo zavarovanih posojil, ki so bila odobrena s strani NLB d.d., ki je v večinski državni lasti, za podjetja v skupini Ultra. Preiskava naj se osredotoči na obdobje od leta 1996 dalje, ko naj bi bil nekdanji vodilni član stranke LDS Borut Razdevšek postavljen za vodjo dobičkonosnega projekta GSM v Mobitelu in naj bi se vsa dela pri postavljanju GSM omrežja prenesla na Ultro d.o.o., Cesta Otona Zupančiča 23a, Zagorje, katere lastniki naj bi bili člani in simpatizerji LDS (sedaj večinoma stranke Zares). Eden od solastnikov pa naj bi bil tudi predsednik stranke Zares in minister v vladi Boruta Pahorja Gregor Golobič, ki naj bi solastništvo javnosti priznal šele po tem, ko ga je ta ujela na laži.

## Sestava komisije:
- Rudolf Petan (predsednik)
- Joško Godec (podpredsednik)
- Bogdan Čepič (član)
- Miran Györek (član)
- Franc Pukšič (član)
- Borut Sajovic (član)
- Cvetka Zalokar Oražem (članica)

#### Namestniki
- Matevž Frangež (namestnik člana)
- Ivan Grill (namestnik člana)
- Milan Gumzar (namestnik člana)
- Zmago Jelinčič Plemeniti (namestnik člana)
- Vasja Klavora (namestnik člana)
- Tadej Slapnik (namestnik člana)